# Euphorbia lomi
Euphorbia lomi là một loài thực vật có hoa trong họ Đại kích. Loài này được Rauh mô tả khoa học đầu tiên năm 1979.